# Пейзаж (филм)
„Пейзаж“ е български игрален филм от 1992 година на режисьора Григор Толев.

## Актьорски състав
Не е налична информация за актьорския състав.